# Lekkoatletyka na Letnich Igrzyskach Olimpijskich 1908 – bieg na 400 m mężczyzn
Bieg na 400 m mężczyzn – jedna z konkurencji lekkoatletycznych na letnich igrzyskach olimpijskich 1908 w Londynie, która odbyła się w dniach 21-23 lipca 1908. Uczestniczyło 37 zawodników z 10 krajów.

## Rekordy
Rekordy świata i olimpijskie przed rozegraniem konkurencji.
| Rekord świata     | 47,8(*)  | Maxey Long    | Nowy Jork (USA)   | 29 września 1900 |
| Rekord olimpijski | 49,2(**) | Harry Hillman | Saint Louis (USA) | 29 sierpnia 1904 |

(*) 440 jardów (= 402,34 m)
(**) Długość trasy 536,45 m

## Wyniki

### Biegi eliminacyjne
| Miejsce | Zawodnik       | Państwo           | Czas   |
| ------- | -------------- | ----------------- | ------ |
| 1       | Edwin Montague | Wielka Brytania   | 50,2 s |
| 2       | Paul Pilgrim   | Stany Zjednoczone | 51,4 s |

| Miejsce | Zawodnik    | Państwo         | Czas     |
| ------- | ----------- | --------------- | -------- |
| 1       | Edward Ryle | Wielka Brytania | walkower |

| Miejsce | Zawodnik      | Państwo           | Czas   |
| ------- | ------------- | ----------------- | ------ |
| 1       | John Taylor   | Stany Zjednoczone | 50,8 s |
| 2       | Roberto Penna | Włochy            | 52,4 s |
| 3       | Sven Låftman  | Szwecja           | b.d    |

| Miejsce | Zawodnik         | Państwo         | Czas   |
| ------- | ---------------- | --------------- | ------ |
| 1       | George Nicol     | Wielka Brytania | 50,8 s |
| 2       | Oscar Guttormsen | Norwegia        | 52,4 s |

| Miejsce | Zawodnik        | Państwo | Czas   |
| ------- | --------------- | ------- | ------ |
| 1       | Georges Malfait | Francja | 50,0 s |
| 2       | Donald Buddo    | Kanada  | 51,2 s |

| Miejsce | Zawodnik              | Państwo           | Czas     |
| ------- | --------------------- | ----------------- | -------- |
| 1       | William Robbins       | Stany Zjednoczone | 50,4 s   |
| 2       | József Nagy           | Węgry             | (51,1 s) |
| 3       | Noel Godfrey Chavasse | Wielka Brytania   | b.d      |
| 4       | Victor Henny          | Holandia          | b.d      |

| Miejsce | Zawodnik                   | Państwo           | Czas   |
| ------- | -------------------------- | ----------------- | ------ |
| 1       | William Prout              | Stany Zjednoczone | 50,4 s |
| 2       | Christopher Maude Chavasse | Wielka Brytania   | 50,7 s |

| Miejsce | Zawodnik      | Państwo           | Czas   |
| ------- | ------------- | ----------------- | ------ |
| 1       | Horace Ramey  | Stany Zjednoczone | 51,0 s |
| 2       | Arthur Astley | Wielka Brytania   | b.d    |

| Miejsce | Zawodnik           | Państwo | Czas   |
| ------- | ------------------ | ------- | ------ |
| 1       | Louis Sebert       | Kanada  | 50,2 s |
| 2       | Massimo Cartasegna | Włochy  | 52,7 s |
| —       | Victor Jacquemin   | Belgia  | DNF    |

| Miejsce | Zawodnik         | Państwo           | Czas   |
| ------- | ---------------- | ----------------- | ------ |
| 1       | John Atlee       | Stany Zjednoczone | 50,4 s |
| 2       | Alan Patterson   | Wielka Brytania   | 50,6 s |
| 3       | Giuseppe Tarella | Włochy            | b.d    |

| Miejsce | Zawodnik          | Państwo         | Czas   |
| ------- | ----------------- | --------------- | ------ |
| 1       | Charles Davies    | Wielka Brytania | 50,4 s |
| 2       | Cornelis den Held | Holandia        | 51,0 s |

| Miejsce | Zawodnik    | Państwo           | Czas   |
| ------- | ----------- | ----------------- | ------ |
| 1       | Ned Merriam | Stany Zjednoczone | 52,2 s |
| 2       | Robert Robb | Wielka Brytania   | 52,5 s |

| Miejsce | Zawodnik         | Państwo              | Czas   |
| ------- | ---------------- | -------------------- | ------ |
| 1       | John Carpenter   | Stany Zjednoczone    | 49,8 s |
| 2       | Otto Trieloff    | Cesarstwo Niemieckie | 50,9 s |
| 3       | Arvid Ringstrand | Szwecja              | b.d    |
| 4       | Henk van der Wal | Holandia             | b.d    |

| Miejsce | Zawodnik             | Państwo           | Czas   |
| ------- | -------------------- | ----------------- | ------ |
| 1       | Wyndham Halswelle    | Wielka Brytania   | 49,4 s |
| 2       | Frederick de Selding | Stany Zjednoczone | 50,8 s |
| 3       | Bram Evers           | Holandia          | b.d    |

| Miejsce | Zawodnik         | Państwo         | Czas     |
| ------- | ---------------- | --------------- | -------- |
| 1       | George Young     | Wielka Brytania | 52,4 s   |
| 2       | Jacobus Hoogveld | Holandia        | (54,3 s) |

### Półfinały
Półfinały zostały rozegrane 22 lipca. Do finału awansowali tylko zwycięzcy.
| Miejsce | Zawodnik       | Państwo           | Czas   |
| ------- | -------------- | ----------------- | ------ |
| 1       | John Carpenter | Stany Zjednoczone | 49,4 s |
| 2       | Charles Davies | Wielka Brytania   | 49,8 s |
| 3       | Ned Merriam    | Stany Zjednoczone | b.d    |
| 4       | George Young   | Wielka Brytania   | b.d    |

| Miejsce | Zawodnik          | Państwo           | Czas      |
| ------- | ----------------- | ----------------- | --------- |
| 1       | Wyndham Halswelle | Wielka Brytania   | 48,4 s OR |
| 2       | Edwin Montague    | Wielka Brytania   | 49,8 s    |
| 3       | George Nicol      | Wielka Brytania   | b.d       |
| 4       | William Prout     | Stany Zjednoczone | b.d       |

| Miejsce | Zawodnik        | Państwo           | Czas   |
| ------- | --------------- | ----------------- | ------ |
| 1       | John Taylor     | Stany Zjednoczone | 49,8 s |
| 2       | Horace Ramey    | Stany Zjednoczone | 50,5 s |
| 3       | Edward Ryle     | Wielka Brytania   | b.d    |
| 4       | Georges Malfait | Francja           | b.d    |

| Miejsce | Zawodnik        | Państwo           | Czas   |
| ------- | --------------- | ----------------- | ------ |
| 1       | William Robbins | Stany Zjednoczone | 49,0 s |
| 2       | Louis Sebert    | Kanada            | 49,5 s |
| 3       | John Atlee      | Stany Zjednoczone | b.d    |

### Finał
Pierwszy bieg odbył się 23 lipca, jednak po zamieszaniu wokół Carpentera bieg drugi odbył się 25 lipca.
| Miejsce | Zawodnik          | Państwo           | Czas   |
| ------- | ----------------- | ----------------- | ------ |
| 1       | John Carpenter    | Stany Zjednoczone | 47,8 s |
| 2       | Wyndham Halswelle | Wielka Brytania   | b.d    |
| 3       | William Robbins   | Stany Zjednoczone | b.d    |
| 4       | John Taylor       | Stany Zjednoczone | b.d    |

| Miejsce | Zawodnik          | Państwo           | Czas   |
| ------- | ----------------- | ----------------- | ------ |
| 1       | Wyndham Halswelle | Wielka Brytania   | 50,0 s |
| —       | William Robbins   | Stany Zjednoczone | DNS    |
| —       | John Taylor       | Stany Zjednoczone | DNS    |
| —       | John Carpenter    | Stany Zjednoczone | DSQ    |